# Bệnh viện Dã chiến Ai Cập ở Bagram
Bệnh viện Dã chiến Ai Cập ở Bagram là trại quân y tại Afghanistan do quân đội Ai Cập chính thức khai trương vào năm 2003.
Đây cũng là nơi tiếp nhận điều trị cho hơn 7.000 người dân Afghanistan mỗi tháng. Hoạt động khám chữa bệnh đều được cung cấp miễn phí. Khoảng 31 phần trăm bệnh nhân của bệnh viện này toàn là trẻ em.
Liam Fox, viết trên tờ The Telegraph, đã mô tả Bệnh viện Ai Cập ở Bagram là một ngoại lệ đối với sự tham gia "gần như không tồn tại" của thế giới Hồi giáo ở Afghanistan.